# 近藤丈靖の独占!ごきげんアワー
近藤丈靖の独占!ごきげんアワー（こんどうたけやすのどくせん!ごきげんアワー）は、日本のラジオ番組。新潟放送のラジオにて平日朝に生放送されるワイド番組。
なお、公式ウェブサイトなどでの表記は、感嘆符の表記がない『近藤丈靖の独占ごきげんアワー』となっている。

## 概要
それまで月曜から木曜に放送されていたワイド番組『ミュージックポスト』に代わって金曜の午前・午後に放送されていたワイド番組『キンラジ』のメインパーソナリティを務めていた近藤丈靖が担当。この「キンラジ」が月曜から木曜へ移動し、番組タイトルも『近藤丈靖の独占!ごきげんアワー』となって2007年4月2日に放送を開始した。
『キンラジ』の人気コーナー「今すぐ使える新潟弁」は、日替わりコンテンツ「新潟弁アワー」としてリニューアル。2008年11月3日には、ソフトウェア化第2弾となるDVD「今すぐ使える新潟弁 スペシャルDVD（でーぶいでー）」がリリースされた。これ以降、番組の企画から携帯電話の着信音、カーナビゲーション、自動販売機など新潟弁を採用した商品が様々な形で実用化されている。
『ミュージックポスト』はほぼ毎日、BSNのラジオ第1スタジオから公開生放送を行っていたが、『ごきげんアワー』は通常、公開放送を実施していない。不定期実施の公開生放送は人気が高く、番組側も公開放送ならではの企画を数多く用意。2007年12月に新潟市江南区の「アピタ新潟亀田店」で行った出張公開生放送では、さしたるゲストがいないながらも約700人の観客を動員した。翌2008年3月20日に同所で行った公開生放送でも「石塚かおりの午後の楽園（→ゴゴラク!）」と合計で延べ約1000人を動員。同年12月23日に同区の「イオン新潟南ショッピングセンター」で行った公開生放送でも延べ約1000人を動員している。
番組のキャッチフレーズは、近藤の妄想癖の激しさをモチーフにした「妄想3時間爆走中!!」。

## 放送時間
- 月曜日 - 木曜日 9:00 - 12:30

- 2012年3月までは12:00までであったが2012年春の改編で50分拡大。
- 2017年4月より平日早朝枠の『はや・すた』と統合する形で6:54からの5時間番組になる
- 2019年9月30日より放送開始を2017年3月以来の9:00に戻したうえで、平日午後のゴゴイチと統合し、14:30まで(ただし11:50〜13:00は『新潟日報ニュース』、『氷川きよし節』[6]、『テレフォン人生相談』[6]などを挟む)となり5時間半に拡大されたが[1]、2020年8月3日から遠藤麻理(元FM PORT)がパーソナリティを務める、『四畳半スタジオ』(13:00〜14:30)の開始に伴い、終了時刻が2017年3月以来、約4年4か月ぶりに11:50まで短縮となる。2024年4月より平日午後番組の改変（『工藤淳之介 3時のカルテット』の終了に伴う『四畳半スタジオ』の枠移動等）に併せて金曜の番組とともに放送枠を40分拡大し12:30までとなった。

パーソナリティ
- 近藤丈靖[1]

2017年4月3日～2019年9月26日まで6:54～9:00の第1部は単独担当。9:00～11:50の第2部からは曜日パーソナリティと2名担当。
- 三浦萌（2024年4月 - 月曜）
- 伊勢みずほ（火曜）[1]
- 水島知子（水曜）[1]
- 表佳代（木曜）[1]

スナッピー中継 リポーター
- 船尾佳代（火曜）
- 大杉りさ（水曜）
- 水島知子（木曜）

※中継のコーナーが無い週もあり。
ジャパネットたかたラジオショッピング ナビゲーター
- 西村正行（ジャパネット ラジオMC）
- 吉川裕朋（ジャパネット ラジオMC）※2024年4月現在、レギュラー出演はしていないが、年に数回ピンチヒッターとして出演することがある。

お昼休みに心理学 コメンテーター
- 火曜日 碓井真史（新潟青陵大学大学院教授、社会心理学者）

### 過去の主な出演者
パーソナリティ
- 田巻直子（2010年4月 - 2012年3月　木曜）
- 山田かおり（ - 2015年3月　月曜）
- 和田朋子 ( - 2017年3月　月曜)
- 朝日奈ゆう ( - 2017年3月　火曜)
- 三石佳那 (2017年4月 - 2019年9月　月曜)
- 久能木百香 (2017年4月 - 2019年9月　水曜)
- 行貝寧々（2019年10月 - 2024年3月　月曜）[1][5]

スナッピー中継 リポーター
- 坂井英里子（2008年4月 - 2010年3月　月・火曜）
- 湯浅みわ（2007年4月 - 2008年3月　月・火曜）
- 臼木優香（火曜 - 木曜）

興味津々クラブ コメンテーター
- 月曜日 小林信也（スポーツジャーナリスト、長岡市出身）
- 火曜日 城下尊之（芸能リポーター）
- 水曜日 細野真宏（作家・学習塾講師、新潟市出身）
- 木曜日 品田英雄（『日経エンタテインメント!』編集委員）

ジャパネットたかた ラジオショッピング ナビゲーター
- 小野村一幸（ジャパネットたかた ラジオ企画制作課）

## 関連番組

### 輝く! 独占!ごきげんアワー大賞
「独占!ごきげんアワー」内のコーナー・キャラクターの年間No.1を、リスナーからの人気投票により決する年末特別番組。
- 第1回 2007年12月31日
  - 大賞：聖朋子教会 懺悔の部屋
- 第2回 2008年12月29日
  - 大賞：谷村シンイチ
- 第3回 2009年12月30日
  - 大賞：メイドinにいがた・メイド三姉妹
- 第4回 2010年12月30日
  - 大賞：ナオコ夫人の公開生珍味

### 音楽さまがわり 紅白歌合戦
タイトルのフルネームは『ごきげん☆紅白歌合戦 〜いかがですか?こんな紅白。』。丈立青のプロデュース・総合司会による、マニアックな楽曲ばかりを集めたNHK紅白歌合戦風の年末特別番組である。
丈があるテーマに沿って選曲した楽曲を紅組（キャプテン：和田）・白組（キャプテン：りんりん）それぞれ1曲演奏して対戦させる。一例として「星になった人対決」では、その年に逝去したアーティストの楽曲を演奏する他、紅組の酒井法子「夢冒険」と白組の清水健太郎「失恋レストラン」が相見える「ダメ。ゼッタイ。対決」など、その年の時事を風刺した対戦も用意されている。
しかし丈の全面プロデュースだけに、演奏内容は決して一筋縄ではない。例えば2009年、同年逝去したマイケル・ジャクソンに因んで「マイケル&ジャネット対決」を行ったが、紅組のジャネット・ジャクソン「When I Think Of You」に対し、白組の曲はマイケルはマイケルでもマイケル富岡「ゆれたいムーン・ナイト」と、想定外のヒネリを加えることもしばしばである。さらに対戦のインターバルでは、世界各国の民族音楽が演奏される。演奏前には丈と親交がある現地の住民が直々に楽曲を紹介するが、彼らが話す現地語と思しき意味不明の言語には何故か「ジョウさん」などの日本語が時折混じり、これを男性の通訳が平然とした口調で翻訳している。
- 第1回 2008年12月31日
  - 優勝：白組
- 第2回 2009年12月31日
  - 優勝：白組
- 第3回 2010年12月29日
  - 優勝：白組

## 主なコーナー

### 不定期・期間限定企画
- エイプリルフール
毎年4月1日の放送はエイプリルフールに乗じて、近藤らパーソナリティが番組全編にわたって嘘やホラ、ボケを連発する。
  - 2008年のオープニングでは、近藤と山田が結婚を宣言。リスナーから祝福のメッセージが殺到した（概要は山田かおり#人物・エピソードを参照）。
  - 2009年のオープニングでは、近藤が『石塚かおりのゴゴラク!』と虚偽のタイトルコールを怒鳴り、石塚かおり（近藤）と近藤丈靖（和田）の2人で放送を敢行した。
  - 2010年は、同日限りで和田が『ごきげんアワー』を“卒業”することもあり、ホラは時刻の言い間違いなど軽微なものにとどまった。
- 怪談三昧
夏期限定企画。謎の霊媒師・マミと、白いマスクを被った青沼静馬が、リスナーから寄せられた怪談を語る。
- 馬券は地球を救う
不定期で放送。大の競馬好きの近藤が番組予算を元手に馬券を購入し、レース後に当たり馬券をリスナーにプレゼントする企画。開始以来、近藤の予想はことごとく外れ続け、女性陣からは「夢を悪夢に変える企画」と陰口を叩かれ続けていたが、2009年9月21日にエルムステークスで待望の初勝利をマーク、10月12日にも南部杯で2勝目を挙げて連勝した。だが、意気揚々と臨んだ2010年のフェアリーステークスでは再び惨敗、さらに10月5日には金沢競馬場で行われた交流重賞の白山大賞典にまで手を出すもこれまた惨敗。しかし2011年に夏に突然復活。BSN賞とエルムステークスを連勝。リスナーに現金をプレゼントした。通算戦績は4勝17敗（2011年9月末現在）。
- 豊栄とまとのごきげん日記
2007年・2008年は毎年5月・6月の2か月間、木曜のスナッピー中継で、2009年は8月の1か月間、11時台後半に放送。
- 北区☆ごきげんとまと王国
毎年5月・6月の2か月間、スナッピー中継の時間帯に放送。
両コーナーでは新潟市北区で生産されるトマトの情報や、トマトを使った料理の話題などを伝えている。
2007年・2008年はJA豊栄の協力で豊栄地区（旧豊栄市）のみを取り上げていたが、2009年から新潟市北区、JA全農にいがた等の協力で北地区濁川地域を取材対象に加えたのに伴ってタイトルを変更し「北区☆ごきげんとまと王国」が開始。「豊栄とまとのごきげん日記」は8月に移動した。またJA豊栄では2008年から、番組とのタイアップで企画したトマトジュース「ごきげんちゃん」を販売している。
- 月曜エンタテインメント 世界の社長から
2009年上半期、月曜10時台後半に放送。りんりんが聞き手となって、新潟県内に本社を置く主要企業の社長にインタビューを行い、社史にまつわる話や経営戦略に関する話から失敗談やこぼれ話に至るまで、様々な話題を交えて成功の秘訣に迫る。6月中旬に上記の「ランランクラブ」放送のため一旦終了したが、好評だったことから冬季企画として復活、2009年シーズンは同年11月9日から2010年3月29日に放送した。
- サークルKサンクス タイアップ企画
  - 2007年夏「新潟の老舗ホテル 味の饗宴」

『ごきげんアワー』ではこれまで、コンビニエンスストア大手・サークルKサンクスとのタイアップ企画を過去4回（『ごきげんアワー』以前からは通算12回）行っている。2007年度はサークルKサンクスの「地元がうまいっ! ご当地グルメ企画」の一環として、テレビ『イブニング王国!』と共同で企画。同年、新潟市が政令指定都市へ移行したのを記念し、ホテルイタリア軒と万代シルバーホテル（万代シテイ）の協力によって企画した4種類の弁当を6月26日から7月16日まで、新潟県内のサークルK各店舗で販売した。
  - 2008年春「スティーブとジェーンの わくわくごきげんお弁当」

2回目の2008年は「おしゃれトーク」から生まれたアイテムを企画。新潟市中央区の「エル・アミーゴチェーン ブロンコ」と「リストランテ ささき」の2店の協力により「ハンバーグ弁当」「ドライカレーオムレツ」の弁当2種、「フィラデルフィアロール」「ニクソンロール」のロール寿司2種を4月29日から5月12日まで販売した。
  - 2010年2月「ごきげんお弁当大作戦!!」

3回目の2010年は、近藤と和田が弁当のプロデュースを担当。近藤は「婚活と競馬に勝つ」との願掛けを込め「とんかつ政ちゃん」（新潟市中央区）監修の「たれカツ弁当」、和田は「肉好きの家族の健康を考えたメニュー」というコンセプトで「備長炭焼肉 てんてん」（同）監修の「ビビンバ」をそれぞれ企画し、2月中旬に販売した。
  - 2011年1・2月「タケヤス&知子のお弁当バトル」

4回目の2011年は、近藤と水島が弁当のプロデュースを担当。これまでと趣向を変え、両者の対決方式が取り入れられた。
  - 2011年6〜9月「夏のごきげんお弁当大作戦!!」

5回目となる2011年夏は、過去最大規模で行われる。新潟市東区にある「麺屋来味」の冷やし中華を皮切りに、「とんかつ政ちゃん」の「かつまぶし丼」、長岡市の「金子屋食堂」の「洋風カツ弁当」。そして新潟市中央区のバターフィールドの「エビと彩り野菜のトマトソースパスタ」を次々に発売。最終日は最もセールスを上げたサークルK見附新幸町店からの中継も行った。

### 過去に放送された企画・コーナー
- こちらごきげん探偵社
リスナーから寄せられた疑問・質問をリポーターが取材し、解決するコーナー。新潟刑務所や長岡市にある少年院、新潟少年学院などへの取材も行ってきた社会派コーナー。五十嵐理恵や斎藤ひかり、成田栞など、BSNアナウンサー、ラジオパーソナリティ以外のキャスティングも多かった。
- The近藤スペシャル
近藤アナの突撃企画。リスナーの依頼を受けてお手伝いをする「レンタルこんちゃん」、県内各地の学校を訪ねる「タケヤスびんびん物語」などが行われた。
- りんりんのお茶の間だっちゃ孫だっちゃ
- 頑張れ新潟人!
- 最新の世界
- ゲッポズブータレキャンプ
新潟弁の体操インストラクター、ゲッポ隊長によるエクササイズコーナー。ゲッポ隊長は大変好評を博し、この後も半ばレギュラーとして番組に登場することになる。
- 魚沼観光情報
- NMI健康ナビ
- auは新潟を応援します
- 盗難車情報
- エンジン01がやってきた!
- キリンビバレッジ ランランクラブ
1988年から2010年まで続いたBSNの名物イベント。BSNのアナウンサー・パーソナリティが視聴者・リスナーと共にホノルルマラソン出場を目指す参加型イベントで、毎年6月から10月には県内各地で練習会も開催。『ごきげんアワー』では毎年6月中旬から11月の月曜10時台に、練習会の模様やホノルルマラソンツアーの案内などを放送した。ホスト役は鍵冨徹、新保真徳らが過去に歴任、2005年からは高橋知幸が務めていた。
- りんりんの新潟清酒達人になりたいっ!
2008年・2009年の1〜3月に放送。りんりんが「新潟清酒達人検定」の合格を目指して精進する企画。2008年は見事「銅の達人」合格。だが1ランク上級の「銀の達人」合格を目指した2009年は、出題のヤマを張り過ぎて大惨敗を喫した。
- 近藤丈靖のイケメンミッション
  - 2009年の1月から12月まで、大塚製薬の化粧品「UL・OS」、新潟県内でドラッグストアを展開するコダマとのタイアップ企画として、毎週水曜10時台後半に放送。アラフォーを迎え、男としての魅力が次第に衰えつつある近藤を「イケメン」として再生するため、月替わりで様々なチャレンジを行う企画だった。ただ近藤は、前述の企画の趣旨を「元々イケメンである私を、更にイケメンにするための企画」と曲解し、最後までその主張を譲ることはなかった。主なチャレンジは「ピアノ」「ドラム」「小唄」「料理」「フランス語」「ハングル」など。それぞれ1か月間にわたってレクチャーを受け、公開放送で努力の成果を発表する場が設けられた。また毎月最終週はスナッピー中継で、県内のコダマの店舗から「UL・OS」の商品紹介を行った。
- ごきげんチャレンジアワー
  - パーソナリティ・スタッフが持ち込んだパイロット企画を週替わりで放送するコーナー。2009年3月16日から4月27日は毎週月曜10時台前半、2010年2月18日から3月31日は毎週水曜10時台後半に放送した。
- アワシマクエスト 〜初夏の便り〜
  - 2009年5月・6月の2か月間、毎週月曜10時台前半に放送。粟島の観光情報を伝えた。なお粟島の情報は通常、木曜10時台後半の「酒・鮭・人情の町 村上満喫情報」において不定期で伝えている。
- 燃焼戦隊!クビレンジャー!!
  - 2009年6月16日から7月13日にかけて、毎週月曜11時台前半に放送。運動不足解消とシェイプアップをテーマに新潟市ふれあい健康センター（アクアパークにいがた）のインストラクターを招き、エクササイズなどを行った。また、最終回翌日の7月14日には、近藤が同センターから生中継を行った。
- 近藤丈靖アナウンススクール
  - 2009年8月・9月の2か月間、毎週月曜10時台前半に放送。前述の「チャレンジアワー」で好評だった「近藤丈靖 話し方講座」をリメイクし、県内高等学校の放送部員にアナウンス技術をレクチャーする企画として放送された。講師は近藤、大杉りさ。
- 近藤おにぎりの独占!ごきげんアワー
  - 2009年10月の1か月間、毎週月曜10時台前半に放送。新潟県が2008年から毎年秋に実施している「新潟米おにぎりキャンペーン」とのタイアップ企画で、毎週BSNのママさんパーソナリティがおにぎりを持参して「我が家の味」を披露した。
- 新潟弁 名作劇場
  - 2009年11月、毎週月曜10時台前半に放送。太宰治作『走れメロス』を新潟弁にアレンジしたラジオドラマで、メロスを山本さん、王を石塚かおりが演じた。ストーリーテラーは小柳実。
- 近藤丈靖のごきげん株式講座
  - 2010年1月-3月、毎週月曜10時台前半に放送。
- グッドグッズプレゼント
  - 11時台後半に不定期で放送。新潟県内の店舗・企業から、商品・サービスの紹介やリスナー向けプレゼントの案内を行うコーナー。同年4月5日から日替わりコンテンツが開始したのに伴い、放送枠は2010年4月から『ゴゴラク!』2時台後半へ移動した。
- 聖朋子教会 懺悔の部屋
  - 2007年7月4日から2010年4月1日まで、毎週木曜11時台後半（2009年3月までは水曜10時台後半）に放送。和田扮する「シスター朋子」が、リスナーから寄せられた悩み・懺悔に対し、ツンデレや駄洒落を駆使したユーモラスな「御導きの言葉」を与えるコーナー。エンディングで、アシスタント役の「近藤修道士」が口調の緩急を駆使してメール・FAXの呼び込みを読み上げる演出も話題を呼んだ。現在は水島知子による「聖知子教会 懺悔の部屋」として放送中。
- ラ・フォル・ジュルネがやってくる 
  - 2010年4月、毎週月曜10時台前半に放送。同月、クラシック音楽を中心とした音楽祭『ラ・フォル・ジュルネ・オ・ジャポン 「熱狂の日」音楽祭』が新潟市で初開催されるのに合わせ、イベントをナビゲートするコーナーとして開設。最終日4月29日の公開放送（BSN本社・ラジオ第1スタジオ）では『ラ・フォル・ジュルネ 勝手に前夜祭』と題し、新潟市出身のアーティスト4人を招いて演奏会を行った。
- 水曜ラジオオアシス
  - 2010年4月から9月、大塚製薬のポカリスエット、コダマとのタイアップ企画として、毎週水曜10時台後半に放送。「ゲッポ隊長のポカリでお邪魔」「桂サイマルのポカリ大喜利」などの週替わり企画を放送した。
- ニイガタミュージックシーン
  - 2011年10月の1か月に渡って、新潟県内で活躍するミュージシャンたちを紹介した。